# Параскева (Родимцева)
 Параскева, игумения Топловская (в миру Ольга Ивановна Родимцева) — преподобная, православная святая, игуменья Топловского монастыря (1849—1928). Память — 28 июня (11 июля) и 3 (16) декабря.

## Биография
Родилась в Московской губернии в Садовой слободе в 1849 году.
По окончании Московского мещанского училища поступила в московский Страстной монастырь, где в 1874 году была пострижена в рясофор с именем Вячеслава. В 1875 году, когда игуменья Страстного монастыря Валерия получила благословение перейти в Топловский монастырь Таврической епархии, расположенный в лесистой местности между городами Белогорском и Старым Крымом, она пожелала взять с собой инокиню Вячеславу. И вскоре она была назначена секретарём монастырского совета, а позже — казначей.
16 июля 1889 года епископом Таврическим Мартинианом (Муратовским) пострижена в мантию с наречением имени в честь преподобномученицы Параскевы. В декабре того же года назначена настоятельницей монастыря, а 26 июля 1890 года, в день памяти преподобномученицы Параскевы, возвдена в сан игуменьи.
13 июля 1928 года Президиум КрымЦИКа вынес постановление о закрытии монастыря. Игуменья Параскева и монахини обители продолжали делать всё возможное, сопротивляясь превосходящей силе государственного атеизма. В своем завещании игуменья писала: «Не скорбите, родные мои сестры, о мне, вашей старой матери, крепко о Господе вас любящей. Молитесь за меня церковной и келейной молитвой, любите беззаветно гораздо больше своей жизни святую обитель и живите согласно обетам монашеским. Все это, то есть, святые ваши молитвы, ваша крепкая любовь к святой обители и подвижническая ваша жизнь, послужит мне оправданием пред Господом, окрылит мою душу и приблизит к Сионской горе и ко граду Бога Живого, Иерусалиму Небесному» (Евр. 12:22).
В воскресенье, 16 декабря 1928 года с игуменьей Параскевой случился паралич сердца.

## Канонизация
Решение о причислении к лику святых игуменьи Свято-Параскевиевского Топловского монастыря Параскевы Родимцевой) было принято Священным Синодом УПЦ 25 марта 2009 года. 11 июля 2010 года состоялось прославление её в лике святых.